# Queen II
Queen II é o segundo álbum de estúdio da banda britânica de Queen, lançado em 8 de março de 1974 no Reino Unido pela EMI e em 9 de abril na América do Norte pela Elektra Records. Foi gravado no Trident Studios, na cidade de Londres, entre agosto de 1973 e fevereiro de 1974 com co-produção de Roy Thomas Baker e John Anthony.
No LP original, o lado 1 foi chamado de "White Side" (em inglês, "Lado Branco") e o lado 2 de "Black Side" ("Lado Negro"), já que o primeiro lado era composto por canções emotivas e reflexivas e o segundo lado possuía canções de temáticas mais obscuras e fantasiosas. O guitarrista da banda, Brian May, compôs todas as faixas do lado 1, com exceção de "The Loser in the End", criada pelo baterista Roger Taylor, enquanto que o vocalista Freddie Mercury foi o autor de todas as faixas do lado 2. A fotografia de Mick Rock para a capa do álbum foi bastante re-utilizada pela banda em sua carreira, principalmente nos vídeos para as canções "Bohemian Rhapsody" em 1975 e "One Vision" uma década depois.
Lançado inicialmente para uma recepção mista da crítica, Queen II continua sendo um dos álbuns menos conhecidos da banda entre o grande público, no entanto, hoje em dia é reconhecido como uma obra inovadora e apontado como grande influência por diversos artistas, principalmente por sua versatilidade artística e as harmonias vocais que se tornaram uma das marcas registradas da banda. Originalmente também teve um desempenho comercial modesto, mas após o sucesso de seu único single, "Seven Seas of Rhye", o disco emplacou nas paradas britânicas e alcançou a quinta posição, embora nunca tenha atingido altos índices fora do Reino Unido.

## Desenvolvimento e produção
Depois que o disco de estreia do Queen foi lançado em julho de 1973, mais de um ano após ser produzido no Trident Studios, a banda saiu em turnê para promovê-lo já tendo desenvolvido algumas novas canções, e decidiram incluí-las no repertório ao vivo como uma prévia de seu próximo trabalho. Algumas faixas haviam sido criadas mas não finalizadas durante a gravação do disco de estreia, como "Ogre Battle" e "Father to Son", as quais a banda decidiu arquivar para trabalhar nelas quando tivessem mais recursos, e outras eram ainda mais antigas, como "See What A Fool I've Been", datada de 1969, que nunca foi levada para o estúdio. Em agosto de 1973 a banda retornou ao Trident para começar a produzir seu novo disco, desta vez com um orçamento adequado e mais tempo e recursos disponíveis, diferente da situação precária em que o LP anterior fora concebido, mas ainda assim com muitas restrições, tendo que realizar gravações até altas horas da noite para economizar no pagamento das diárias, e no fim o trabalho foi finalizado em apenas um mês.
A banda insistiu em trabalhar novamente com Roy Thomas Baker como produtor e supervisor, e todos os integrantes também se envolviam na edição e mixagem. O guitarrista do grupo, Brian May, passou a por em execução uma ideia de utilizar sua guitarra caseira, a Red Special, para emular outros instrumentos ou efeitos sonoros, notavelmente em "Procession" e "Father to Son", também fazendo muito uso do amplificador pessoal do baixista John Deacon, o chamado Deacy Amp. De fato, para cumprirem sua regra pessoal de não usar sintetizadores, todos os demais membros utilizaram diversos instrumentos incomuns, como sinos tubulares (em "The March of the Black Queen") e castanholas (em "The Fairy Feller's Master-Stroke"), para adquirirem o som desejado. O vocalista Freddie Mercury gravou quase todas as partes de piano usando um modelo tradicional, mas também foram utilizados um órgão hammond e um cravo em determinadas seções. Mercury também realizou quase todos os vocais principais no disco, com exceção de "Some Day One Day", cantada por May, e "The Looser In The End", cantada pelo baterista Roger Taylor, no entanto, todos os integrantes contribuíram com vocais de apoio em todas as faixas, desenvolvendo uma característica técnica de harmonia vocal (com muitos overdubs) que o grupo utilizou em todos os seus álbuns futuros e que se tornou uma de suas marcas registradas. Tanto Mercury quanto Taylor investiram em um uso constante de tons vocais em falsete, com Taylor se destacando em "Ogre Battle", mas no geral Mercury gravou seus vocais em seu característico tom barítono. John Deacon, que não era bom cantor, limitou-se apenas a realizar pequenos apoios vocais em poucas seções. Nos momentos finais, o produtor Roy Thomas Baker, com consentimento de Mercury, gravou um leve som de stylophone para os últimos segundos da faixa de encerramento, "Seven Seas of Rhye".
Quanto ao título, a banda concordou em chamar o disco de Queen II para dar mais visibilidade ao nome da banda, embora Roger Taylor tenha sido o mais relutante, achando isso uma grande falta de criatividade. Para desenvolver a capa a banda contratou Mick Rock, que havia ganho notoriedade na época por trabalhar com David Bowie. O fotógrafo decidiu seguir o conceito musical do álbum de lado branco e negro, e para tal ele fotografou a banda toda vestida de branco, que se tornou a contra-capa, e depois o grupo todo com roupas negras em um fundo escuro, com Mercury no centro em pose funérea, que a banda adorou e escolheu logo a primeira versão editada como capa principal. A imagem acabou tornando-se uma das mais icônicas do rock and roll, e a própria banda a reutilizou mais tarde, principalmente para o vídeo clássico de "Bohemian Rhapsody" em 1975 e mais uma vez para o vídeo de "One Vision" uma década depois.

## Faixas
Todas as faixas do lado 1 por Brian May, exceto onde anotado. Todas as faixas do lado 2 por Freddie Mercury.
| White Side (Side One) |                                       |         |  |
| N.º                   | Título                                | Duração |  |
| 1.                    | "Procession"                          | 1:12    |  |
| 2.                    | "Father to Son"                       | 6:14    |  |
| 3.                    | "White Queen (As It Began)"           | 4:34    |  |
| 4.                    | "Some Day One Day"                    | 4:23    |  |
| 5.                    | "The Loser in the End" (Roger Taylor) | 4:02    |  |

| Black Side (Side Two) |                                    |         |  |
| N.º                   | Título                             | Duração |  |
| 1.                    | "Ogre Battle"                      | 4:10    |  |
| 2.                    | "The Fairy Feller's Master-Stroke" | 2:40    |  |
| 3.                    | "Nevermore"                        | 1:15    |  |
| 4.                    | "The March of the Black Queen"     | 6:33    |  |
| 5.                    | "Funny How Love Is"                | 2:50    |  |
| 6.                    | "Seven Seas of Rhye"               | 2:50    |  |

## Informações das músicas

### "Procession"
"Procession" é uma pequena peça instrumental (uma marcha funeral) realizada por Brian May numa guitarra de multi-canais. Ele gravou tocando em partes sobrepostas na Red Special pelo amplificador feito sobre encomenda de John Deacon (the Deacy). Roger Taylor também contribuiu para essa instrumental, usando apenas um pedal de baixo

### "Father to Son"
"Father to Son" foi escrita por May e dispõe de secções de Heavy Metal, bem como uma parte de piano silencioso, que May tocou. Como a faixa anterior, "Father to Son" tem partes com guitarra multi-canais, tocada através do Deacy. Foi escrito na perspectiva de um pai quando ele está falando ou pensando sobre seu filho. Queen adicionou "Father to Son" à setlist de shows imediatamente e fez várias turnês, mas a música foi retirada das setlists em 1975.

### "White Queen (As It Began)"
Escrita por May em 1969, esta musica contém contrastes entre o acústico e o heavy metal

### "Some Day One Day"
Essa é a primeira musica em que May canta inteiramente nos vocais principais. May toca, também, o violão e a guitarra elétrica, além do último solo de guitarra com três guitarras solo. Esse tipo complexo de arranjos de guitarra é típico para May. No entanto, geralmente as guitarra são harmoniosas, mas, nesse caso, todas as guitarras tocam diferentes partes.

### "The Loser in the End"
"The Loser in the End" foi a única contribuição de Taylor no álbum, tanto como compositor quanto como vocalista.

### "Ogre Battle"
Freddie escreveu "Ogre Battle" na guitarra (como foi confirmado por May em várias entrevistas) em 1972. A banda não quis gravá-la para seu primeiro álbum, mas esperou até que pudessem ter mais liberdade de estúdio pra fazê-lo corretamente.
Os gritos de ogro no meio são de Mercury, e as altas harmonias no final do coro são cantadas por Taylor. Como o nome sugere, ele conta a história de uma batalha entre ogros, e apresenta um solo de guitarra de Brian e efeitos para simular o som de uma batalha. O início da musica é o fim de música no reverso incluindo o gongo final, que, quando começo é tocado ao contrário, cria o som de ondas.
A canção é uma das mais pesadas do Queen. O riff de guitarra com percussão de Roger lhe dá um bom som "thrash". Foi a favorita ao vivo durante muito tempo, apesar de, neste caso, foi tocada mais lentamente do que no estúdio. Eles pararam de tocar a canção por volta de 1977-1978, tocando em quase todos os shows até então. Uma versão diferente de "Ogre Battle" existe, e foi gravada em dezembro de 1973 para o programa "Som dos anos 70", da BBC Radio 1. Esta versão começa em imediato com seu riff (sem qualquer introdução longa), e não tem quaisquer efeitos que a versão de Queen II tem e soa muito menos polido. A versão da música da BBC tinha originalmente uma longa introdução, que se baseava em uma grande construção na guitarra; não foi usado para esse relançamento, alegando que a fita original foi danificada.

### "The Fairy Feller's Master-Stroke"
Freddie foi inspirado a escrever "The Fairy Feller's Master-Stroke" após ver a obra de mesmo nome, pintada por Richard Dadd. Para a gravação em estúdio, Freddie tocou piano e cravo e Roy Thomas Baker tocou castanholas. Roger chamou essa música de 'maior experimento de áudio', referindo-se ao uso de panning.
A música, como a maioria das composições do álbum, tem a letra medieval baseada na fantasia, e faz referência direta a personagens da pintura conforme detalhado no poema de Dadd, como Queen Mab, Waggoner Will, o Tatterdemalion, e outros. Aparentemente, sempre que os membros tinham tempo, eram arrastados por Mercury para o "London's Tate Gallery", onde a pintura estava e continua até hoje.
Os arranjos complexos são baseados em torno de uma faixa de apoio de piano, guitarra e bateria, mas também incluía cravo, vários overdubs nos vocais e em partes de guitarra. A letra segue a atmosfera claustrofóbica da pintura e cada uma das cenas são descritas. O uso da palavra "quaere" na música (na linha repetida "What a Quare Fellow") não faz referência à sexualidade de Mercury, de acordo com Roger. A banda já tocou esta música ao vivo.

### "Nevermore"
A faixa anterior termina com um vocal de partes de Brian, Freddie e Roger e acaba com Mercury tocando piano nessa faixa. Todos os vocais foram feitos por Freddie, que adicionou alguns efeitos de piano contemporâneo também. Esses efeitos são largamente suspeitos de serem sintetizadores; no entanto, esses efeitos foram criados por alguém arrancando as cordas do piano enquanto Mercury desempenhou as notas. Nevermore é uma balada bem curta sobre os sentimentos depois de um desgosto.

### "The March of the Black Queen"
Mercury compôs essa música no piano em 1973, e é uma das duas músicas da banda (a outra é Bohemian Rhapsody) contendo polirritmia/polimetria (duas diferentes assinaturas de tempo simultaneamente 8/8 e 12/8) e uma mais simples polirritmia ao redor do fim da seção uptempo, o que é raro para música popular.
A peça completa era complicada demais pra ser tocada ao vivo pela banda; porém, a seção de uptempo que contêm as linhas "My life is in your hands, I'll foe and I'll fie..." às vezes era tocada pela banda em um medley ao vivo, com vocais de Taylor e Freddie, durante os anos 1970.
É uma das músicas mais longas do Queen e é uma das músicas com maior quantidade de overdubs do Queen.
A música continua na faixa seguinte, "Funny How Love Is". A música termina numa nota progressiva ascendente, que culmina no primeiro segundo da faixa seguinte.

### "Funny How Love Is"
Esta música foi criada no estúdio. Freddie a escreveu e tocou piano enquanto Robin Cable produziu. Foi produzida usando a técnica "parede de som". Ela também nunca foi tocada ao vivo, em grande parte devido aos exigentes de alto-registro vocais de Mercury durante a música.

### "Seven Seas of Rhye"
Esta havia sido semi-escrita quando a banda estava gravando seu primeiro álbum, então uma pequena parte instrumental foi colocada nele. Mas quando eles finalizaram a música, ela acabou sendo muito diferente do que esperavam. Foi o primeiro single de sucesso da banda, chegando à #10 nas paradas britânicas.
A faixa, como muitas desse álbum, do álbum de lançamento da banda e Sheer Heart Attack, é sobre um mundo de fantasia chamado Rhye. Ela se tornou a música favorita nos shows ao vivo durante toda a existência da banda. Ela apresenta uma introdução de piano harpejiado - na gravação de Queen II, os arpejos são tocados com ambas as mãos, uma oitava de distância, ao passo que na gravação, e na maioria das apresentações ao vivo, Mercury tocou a simples versão de uma mão desses arpejos. O tema também aparece no fim de "It's a Beautiful Day (reprise)", do álbum Made in Heaven. Essa versão termina com os instrumentos misturando-se com o estilo de cantilena de rendição de "I Do Like To be Beside the Seaside".
Foi mencionada em outra música da banda, "Lily of the Valley", do álbum Sheer Heart Attack, na parte "Messenger from Seven Seas has flown/To tell the king of Rhye he's lost his throne"

## Desempenho nas paradas e certificações
| País           | Parada (1974)         | Melhor posição |
| -------------- | --------------------- | -------------- |
| Canadá         | Canadian Albums Chart | 40             |
| Estados Unidos | Billboard 200         | 49             |
| Noruega        | VG-lista              | 19             |
| Reino Unido    | UK Albums Chart       | 5              |

| País           | Provedor | Certificação | Vendas   |
| -------------- | -------- | ------------ | -------- |
| Estados Unidos | RIAA     | Ouro         | 500,000+ |
| Polônia        | ZPAV     | Platina      | 20,000+  |
| Reino Unido    | BPI      | Ouro         | 100,000+ |

## Créditos

### Banda
- Freddie Mercury - Vocal principal e piano
- Brian May - Guitarra, violão, piano em "Father to Son", vocal principal em "Some Day One Day" e vocal de apoio
- Roger Taylor - Bateria, percussão, vocal principal em "The Looser in the End" e vocal de apoio
- John Deacon - Baixo, violão em "Father to Son" e vocal de apoio

### Participações
- Roy Thomas Baker - Castanholas em "The Fairy Feller's Master-Stroke" e stylophone em "Seven Seas of Rhye"

### Equipe técnica
- Roy Thomas Baker - Co-produção
- John Antony - Co-produção
- Mike Stone - Engenheiro de som
- Robin Cable - Edição e mixagem
- Mick Rock - Arte da capa e encarte